# Josep Genesi
Josep Genesi, en llatí Josephus Genesius, o Josep Bizantí, Josephus Byzantinus, fou un escriptor romà d'Orient de la meitat del segle x, autor d'una història de l'Imperi Romà d'Orient que va escriure per ordre de Constantí VII Porfirogènit amb el nom Βασιλειῶν Βιβλία Δ. Comença l'any 813 i conté els regnats de Lleó V l'Armeni, Miquel el Tartamut, Teòfil, Miquel III l'Embriac i Basili I el Macedoni i arriba fins a l'any 886.
L'obra de Genesi és breu i esquemàtica, però conté informació d'un període poc conegut i poc documentat per altres historiadors. L'únic autor que parla de Josep Genesi és Joan Escilitzes.